# Trichopterigia rivularis
Trichopterigia rivularis är en fjärilsart som beskrevs av W. Warren 1893. Trichopterigia rivularis ingår i släktet Trichopterigia och familjen mätare. Inga underarter finns listade i Catalogue of Life.